# Stühlingerbrücke

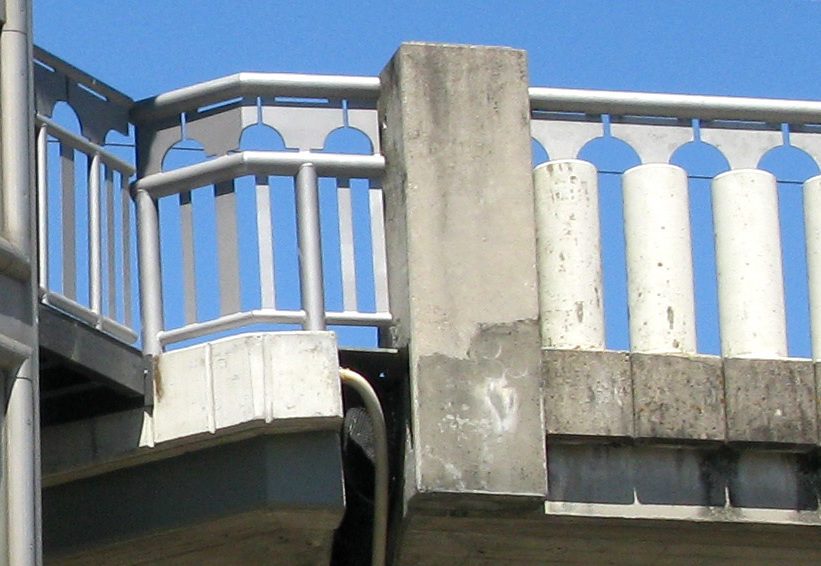
Links das neue Geländer nach der Sanierung, rechts das alte Geländer mit Betonsäulen

Die Stühlingerbrücke ist eine Spannbetonbrücke für die Stadtbahn und Fußgänger in Freiburg im Breisgau. Sie verbindet die Bertoldstraße mit der Wannerstraße und überquert dabei die Bismarckallee, den zentralen Omnibusbahnhof, den Hauptbahnhof, die Wentzingerstraße und den Stühlinger Kirchplatz. Die im Verhältnis zur Gesamtlänge recht kurzen Einzelabschnitte lassen sie wie ein innerstädtisches Viadukt oder eine Hochstraße erscheinen.
Die am 9. Dezember 1983 eröffnete Stühlingerbrücke erfüllt drei Funktionen zugleich: Sie verbindet die Altstadt mit dem Stühlinger, dient als Haltestelle der Straßenbahn und als Fußgängerüberführung des Hauptbahnhofs mit Zugang zu den Bahnsteigen. Alle Bahnsteige sind neben Treppen mit Aufzügen mit der Brücke verbunden. Nur von den Fernbahnsteigen führen Rolltreppen zur Brücke. Immer wieder fallen sowohl Rolltreppen wie Aufzüge wegen eines Defektes aus. Seit 2021 ist der aktuelle Betriebszustand der Aufzüge über die Webseite der Freiburger Verkehrs AG abrufbar.
Die Brücke gilt seit 2009 als sanierungsbedürftig, weil Wasser in den Beton eingedrungen ist. Seit 2019 ist die Brücke für den Radverkehr gesperrt, Radfahrer müssen auf die benachbarte Wiwilíbrücke ausweichen. Grund sind die Geländer der Brücke, deren Höhe nur 1,00 Meter beträgt statt der neuerdings gesetzlich vorgeschriebenen 1,20 Meter. Mit Beginn der Sanierung lief der bisherige Bestandsschutz aus und die Regelung wurde verpflichtend. Die zunächst für 2012 geplante Sanierung verschob sich im August 2012 allerdings wegen Verzögerungen bei der Ausschreibung.
Im Herbst 2013 wurde die Wendeltreppe zum Konzerthaus mit Holz gestützt. Wegen Budgetknappheit beim Freiburger Tiefbauamt wurde im November 2013 von einer Ausschreibung im Herbst 2015 und einer Sanierung der Treppe ab Frühjahr 2016 ausgegangen. Im Frühjahr 2016 hieß es, dass frühestens im Herbst 2017 mit der Reparatur begonnen werden könne. Im Oktober 2019 begann die Sanierung an der Westrampe im Stühlinger, die ursprünglich bis Ende 2020 dauern sollte. Es wurden neue Geländer in der alten Höhe allerdings ohne Betonsäulen eingebaut. Im März 2021 wurde sie abgeschlossen, dann begann die Sanierung der Ostrampe, die bis Ende 2022[veraltet] geplant ist. Mitte Januar 2022 wanderten die Bauarbeiten von der Nordseite der Ostrampe zur Südseite. Die gesamte Sanierung sollte sechs bis acht Jahre dauern.